# Bagdad
Bagdad arabsko بَغْدَاد, latinizirano: Baghdād, [baɣˈdaːd] ) je glavno mesto Iraka in drugo največje mesto v arabskem svetu za Kairom. Je na reki Tigris. Leta 762 n. št. je bil Bagdad izbran za prestolnico Abasidskega kalifata in je postal njegov najpomembnejši večji razvojni projekt. V kratkem času se je mesto razvilo v pomembno kulturno, trgovsko in intelektualno središče muslimanskega sveta. To je poleg namestitve več ključnih akademskih institucij, vključno s Hišo modrosti, ter večetničnega in večverskega okolja, pridobilo svetovni sloves Center of Learning.
Večji del abasidskega obdobja, med islamsko zlato dobo, je bil Bagdad največje mesto na svetu. Njegovo prebivalstvo je doseglo vrh z več kot milijonom ljudi. Mesto je bilo leta 1258 v rokah Mongolskega cesarstva v veliki meri uničeno, kar je povzročilo propad, ki se bo zadrževal skozi stoletja zaradi pogostih kug in več zaporednih imperijev. S priznanjem Iraka kot neodvisne države (prej britanskega mandata Mezopotamije) leta 1932 je Bagdad postopoma spet pridobil nekaj svojega nekdanjega pomena kot pomembno središče arabske kulture, s prebivalstvom po različnih ocenah na 6 ali več kot 7 milijonov. V primerjavi s svojo veliko populacijo ima majhno površino na samo 673 kvadratnih kilometrih.
Mesto se je soočilo z resno infrastrukturno škodo zaradi vojne v Iraku, ki se je začela z invazijo na Irak pod vodstvom Združenih držav leta 2003 in je trajala do leta 2011, ter kasnejšega upora in ponovne vojne, ki je trajala do leta 2017, kar je povzročilo znatno izgubo kulturnega dediščino in zgodovinske artefakte. V tem obdobju je imel Bagdad eno najvišjih stopenj terorističnih napadov na svetu. Toda teroristični napadi postopoma upadajo od teritorialnega poraza militantne skupine Islamska država v Iraku leta 2017.

## Ime
Ime Bagdad je predislamsko in njegov izvor je sporen. Mesto, kjer se je razvilo mesto Bagdad, je bilo naseljeno že tisočletja. Arheološki dokazi kažejo, da so območje Bagdada zasedla različna ljudstva že dolgo pred arabskim osvajanjem Mezopotamije leta 637 n. št. in več starodavnih imperijev je imelo prestolnice v okolici.
Arabski avtorji, ki so spoznali predislamski izvor imena Bagdad, so na splošno iskali njegove korenine v srednjeperzijščini. Predlagali so različne pomene, od katerih je bil najpogostejši 'podaril Bog'. Sodobni učenjaki so na splošno naklonjeni tej etimologiji, ki na besedo gleda kot na perzijsko zloženko iz bagh () 'bog' in dād () 'dan'. V stari perzijščini lahko prvi element izsledimo v boghu in je povezan z indoiranskim bhag in slovanskim bog 'bogom'. Podoben izraz v srednji perzijščini je ime Mithradāt (Mehrdad v novi perzijščini), znano v drugih jezikih s svojo izposojeno helenistično obliko Mithridates, kar pomeni 'Daril ga je Mitra' (dāt je bolj arhaična oblika dād, povezana s sanskrtom dāt, latinskim dat), končno izposojeno iz perzijskega Mehrdad. Obstajajo številne druge lokacije, katerih imena so sestavljenke iz srednjeperzijske besede bagh, vključno z Baghlan in Bagram v Afganistanu, Baghšan v samem Iranu in Baghdati v Gruziji, ki imajo verjetno isti etimološki iranski izvor.
Drugi avtorji so predlagali starejše izvore imena, zlasti ime Bagdadu ali Hudadu, ki je obstajalo v stari Babiloniji (napisano z znakom, ki lahko predstavlja tako bag kot hu) in judovsko babilonsko aramejsko ime kraja, imenovanega Bagdata (בגדתא). Nekateri učenjaki so predlagali aramejske izpeljave.
Drugo mnenje, ki ga je predlagal Christophe Wall-Romana, je, da ime Bagdad izhaja iz Akkad, saj se klinopisni logogram za Akad (𒀀𒂵𒉈𒆠) izgovarja a-ga-dèKI ('Agade') in njegova podobnost v Bagdad je prepričljiva.
Ko je abasidski kalif Al-Mansur ustanovil povsem novo mesto za svojo prestolnico, je izbral ime 'mesto miru' (arabsko مدینة السلام, latinizirano: Madīnat as-Salām), ki se zdaj nanaša na Okroglo mesto Bagdad v pravem pomenu besede. To je bilo uradno ime na kovancih, uteži in drugi uradni rabi, čeprav so navadni ljudje še naprej uporabljali staro ime. Do 11. stoletja je Bagdad postal skoraj izključno ime za svetovno znana metropola.
Christophe Wall-Romana je predlagal, da je bila odločitev Al-Mansurja, da ustanovi svoje 'novo mesto' v Bagdadu zaradi njegove strateške lege, ista merila, ki so vplivala na Sargonovo izbiro, da ustanovi prvotno mesto Akad na popolnoma isti lokaciji.

## Zgodovina

### Ustanovitev
Po padcu Omajadov, prve muslimanske dinastije, so zmagoviti abasidski vladarji želeli lastno prestolnico, iz katere bi lahko vladali. Izbrali so lokacijo severno od sasanidske prestolnice Ktezifon in 30. julija 762 je kalif Al-Mansur naročil gradnjo mesta. Zgrajena je bila pod vodstvom Barmakidov. Mansur je verjel, da je Bagdad popolno mesto za prestolnico islamskega imperija pod Abasidi. Muslimanski zgodovinar Al-Tabari je poročal o starodavni napovedi krščanskih menihov, da bo gospodar z imenom Miklas nekega dne okoli Bagdada zgradil spektakularno mesto. Ko je Al-Mansur slišal zgodbo, je postal zelo vesel, saj legenda pravi, da so ga kot otroka klicali Miklas. Mansurju je bilo to mesto tako všeč, da so ga citirali: »To je res mesto, ki ga moram ustanoviti, kjer bom živel in kjer bodo moji potomci pozneje kraljevali.« Al-Mansur je načrtoval tudi regijo al-Karh.
K rasti mesta je pripomogla njegova odlična lega, ki temelji na vsaj dveh dejavnikih: imelo je nadzor nad strateškimi in trgovskimi potmi vzdolž Tigrisa in imelo je obilje vode v suhem podnebju. Voda obstaja tako na severnem kot na južnem delu mesta, kar vsem gospodinjstvom omogoča obilno oskrbo, kar je bilo v tem času precej neobičajno. Mesto Bagdad je hitro postalo tako veliko, da so ga morali razdeliti na tri sodna okrožja: Madinat al-Mansur (okroglo mesto), al-Šarkija (al-Karh) in Askar al-Mahdi (na Zahodnem bregu). Al-Mansur je načrtoval tudi okrožje al-Karhh, da bi lahko ločil trge od okroglega mesta, da bi turbulentno prebivalstvo zadržal stran od okroglega mesta in zagotovil, da vrata ponoči ne bodo odprta za trgovce. Sčasoma so trgi postali raznoliki in dom trgovcev in obrtnikov. Uradniki z nazivom Muhtasib so bili najeti, da skrbijo za trge, da preprečijo goljufanje in preverijo tehtanje in mere delnic.
Bagdad je zasenčil Ktezifon, prestolnico Sasanidov, ki je bil približno 30 km proti jugovzhodu. Danes je vse, kar je ostalo od Ktezifona, svetišče Salman Pak, tik južno od Velikega Bagdada, kjer naj bi bil pokopan Salman Perzijec. Ktezifon je nadomestil in zasedel Selevkijo, prvo prestolnico Selevkidskega cesarstva, ki je prej nadomestila mesto Babilon.
Po besedah popotnika Ibn Batute je bil Bagdad eno največjih mest. Prebivalci so večinoma Hanbalijci. Bagdad je tudi dom groba Abu Hanife, kjer je celica in mošeja nad njo. Bagdadski sultan, Abu Said Bahadur Kan, je bil tatarski kralj, ki je sprejel islam.
V zgodnjih letih je bilo mesto znano kot namerni opomin na izraz v Koranu, ko se nanaša na raj. Gradili so ga štiri leta (764–768). Mansur je zbral inženirje, geodete in umetniške konstruktorje z vsega sveta, da so se zbrali in pripravili načrte za mesto. Več kot 100.000 gradbenih delavcev je prišlo pregledat načrte; mnogim so razdelili plače za začetek gradnje mesta. Julij je bil izbran kot začetni čas, ker sta dva astrologa, Naubakht Ahvazi in Mašalah, menila, da bi bilo treba mesto zgraditi v znamenju leva. Lev je povezan z ognjem in simbolizira produktivnost, ponos in širitev ter Levovo simbolično povezavo z Mitro.
Opeke, uporabljene za gradnjo mesta, so bile na vseh štirih straneh velike 460 mm. Abu Hanifah je bil naročnik opeke in je razvil je kanal, ki je na delovišče pripeljal vodo za prehrano ljudi in proizvodnjo opek. Tudi marmor so uporabljali za gradnjo stavb po vsem mestu, marmorne stopnice pa so vodile navzdol do roba reke.
Osnovno ogrodje mesta sestavljata dva velika polkroga s premerom približno 19 km. Notranje mesto, ki ju povezuje, je bilo zasnovano kot krog s premerom približno 2 km, zaradi česar je bilo znano kot »okroglo mesto«. Prvotna zasnova prikazuje en sam obroč stanovanjskih in poslovnih struktur vzdolž notranjosti mestnega obzidja, vendar je končna konstrukcija dodala še en obroč znotraj prvega. Znotraj mesta je bilo veliko parkov, vrtov, vil in sprehajališč. Tam je bil velik sanitarni oddelek, veliko fontan in javnih kopališč, in za razliko od sodobnih evropskih mest v tistem času so bile ulice pogosto brez odpadkov in smeti. Pravzaprav je v času Haruna al-Rašida Bagdad imel nekaj tisoč hamamov. Te kopeli so povečale javno higieno in vernikom služile kot način za umivanje, kot je predpisano v islamu. Poleg tega so bile vstopnine običajno tako nizke, da si jih je lahko privoščil skoraj vsak. V središču mesta je bila mošeja, pa tudi štab stražarjev. Namembnost oziroma raba preostalega prostora v centru ni znana. Krožna zasnova mesta je bila neposreden odraz tradicionalne perzijske sasanidske urbane zasnove. Sasanidsko mesto Gur v Farsu, zgrajeno 500 let pred Bagdadom, je skoraj enako v svoji splošni krožni zasnovi, žarečih avenijah ter vladnih zgradbah in templjih v središču mesta. Ta slog urbanističnega načrtovanja je bil v nasprotju s starogrškim in rimskim urbanističnim načrtovanjem, v katerem so mesta zasnovana kot kvadrati ali pravokotniki z ulicami, ki se sekajo pod pravim kotom.
Bagdad je bil čez dan živahno mesto, ponoči pa je imel veliko zanimivosti. Tam so bili kabareji in gostilne, dvorane za backgammon in šah, žive igre, koncerte in akrobate. Na uličnih vogalih so pripovedovalci pritegnili množice z zgodbami, kot so tiste, ki so jih pozneje povedali v Arabskih nočeh. Pripovedovanje zgodb je postalo poklic, imenovan al-Qaskhun, ki je preživel vse do moderne dobe.
Okoliški zidovi
Glej tudi: Bagdadska vrata
Štiri obzidja Bagdada so bila imenovana Kufa, Basra, Veliki Horasan in Sirija; imenovani zato, ker so njihova vrata kazala v smeri teh ciljev. Razdalja med temi vrati je bila nekaj manj kot 2,4 km. Vsaka vrata so imela dvojna vrata, ki so bila narejena iz železa; vrata so bila tako težka, da jih je odpiralo in zapiralo več moških. Sam zid je bil na dnu debel okoli 44 m, na vrhu pa okoli 12 m. Poleg tega je bil zid visok 30 m, in je vključeval cine, trden del parapeta, ki je bil običajno preboden s strelnicami. Ta zid je bil obdan z drugim zidom, debelim 50 m. Drugo obzidje je imelo stolpe in zaobljene cine, ki so obdajale stolpe. Ta zunanji zid je bil zaščiten s trdno glasijo, ki je zgrajena iz opeke in živega apna. Za zunanjim zidom je bil jarek, napolnjen z vodo.
Palača Golden Gate
Palača Golden Gate, rezidenca kalifa in njegove družine, je bila v središču Bagdada, na osrednjem trgu. V osrednjem delu stavbe je bila zelena kupola, visoka 39 m. Okoli palače je bila esplanada, zgradba ob vodi, v katero je lahko prišel samo kalif na konju. Poleg tega je bila palača v bližini drugih dvorcev in častniških rezidenc. Blizu Sirijskih vrat je stavba služila kot dom stražarjem. Zgrajena je bila iz opeke in marmorja. Guverner palače je živel v zadnjem delu stavbe, poveljnik straže pa spredaj. Leta 813, po smrti kalifa Al-Amina, palača ni bila več uporabljena kot dom za kalifa in njegovo družino. Okroglost kaže na dejstvo, da je temeljila na arabski pisavi. Dva oblikovalca, ki ju je najel Al-Mansur, da načrtujeta zasnovo mesta, sta bila Naubakht, zoroastrijec, ki je prav tako določil, da bo datum ustanovitve mesta astrološko ugoden, in Mašalah, Jud iz Horasana v Iranu.

### Središče učenja (8.–9. st.)
V generaciji po ustanovitvi je Bagdad postal središče učenja in trgovine. Mesto je zacvetelo v neprekosljivo intelektualno središče znanosti, medicine, filozofije in izobraževanja, zlasti z abasidskim prevajalskim gibanjem, ki se je začelo pod drugim kalifom Al-Mansurjem in uspevalo pod sedmim kalifom Al-Mamunom. Bajtul-Hikmah ali »Hiša modrosti« je bila med najbolj znanimi akademijami in je imela do sredine 9. stoletja največji izbor knjig na svetu. V tem času so v Bagdadu živeli pomembni učenjaki: prevajalec Hunajn ibn Išak, matematik Al Hvarizmi in filozof Al-Kindi. Čeprav je bila arabščina uporabljena kot mednarodni znanstveni jezik, znanost ni vključevala samo Arabcev, ampak tudi Perzijce, Sirce, nestorijance, Jude, arabske kristjane ter ljudi iz drugih etničnih in verskih skupin, ki so domorodne regije. Te veljajo za temeljne elemente, ki so prispevali k razcvetu učenja v srednjeveškem islamskem svetu. Bagdad je bil tudi pomembno središče islamskega verskega učenja, z Al-Džahizom, ki je prispeval k oblikovanju mu'tazilske teologije, kot tudi z Al-Tabarijem, ki je dosegel vrhunec v učenju o eksegezi Korana. Bagdad je bil verjetno največje mesto na svetu od kmalu po ustanovitvi do leta 930, ko se je izenačil s [[Kordova|Córdobo. Številne ocene kažejo, da je imelo mesto na vrhuncu več kot milijon prebivalcev. Številne zgodbe iz Tisoč in ene noči, splošno znane kot Arabske noči, so postavljene v Bagdad v tem obdobju. Po blaginji in velikosti bi presegel celo Konstantinopel.
Med znamenitostmi Bagdada v tem obdobju so bile njegove izjemne knjižnice. Številni abasidski kalifi so bili pokrovitelji učenja in so uživali v zbiranju starodavne in sodobne literature. Čeprav so nekateri knezi prejšnje dinastije Omajadov začeli zbirati in prevajati grško znanstveno literaturo, so bili Abasidi prvi, ki so spodbujali grško učenje v velikem obsegu. Mnoge od teh knjižnic so bile zasebne zbirke, namenjene samo lastnikom in njihovim neposrednim prijateljem, vendar so knjižnice kalifov in drugih uradnikov kmalu prevzele javni ali poljavni značaj. V tem obdobju so bile v Bagdadu ustanovljene štiri velike knjižnice. Najzgodnejša je bila tista slavnega Al Mamuna, ki je bil kalif od leta 813 do 833. Drugo je ustanovil Sabur ibn Ardašir leta 991 ali 993 za literate in učenjake, ki so pogosto obiskovali njegovo akademijo. To drugo knjižnico so Seldžuki izropali in požgali že sedemdeset let po ustanovitvi. To je bil dober primer neke vrste knjižnice, zgrajene iz potreb in interesov literarne družbe. Zadnji dve sta bila primera knjižnic medres ali teoloških fakultet. Nezamije je ustanovil Perzijec Nizam Al Mulk, ki je bil vezir dveh zgodnjih seldžuških sultanov. Delovala je tudi po prihodu Mongolov leta 1258. Medreso Mustansirija, ki je imela izjemno bogato knjižnico, je ustanovil Al Mustansir, predzadnji abasidski kalif, ki je umrl leta 1242. To naj bi bila zadnja velika knjižnica, ki so jo zgradili bagdadski kalifi.

### Stagnacija in vdori (10.–16. st.)
Do 10. stoletja je bilo v mestu med 1,2 in 2 milijona prebivalcev. Zgodnja meteorna rast Bagdada se je sčasoma upočasnila zaradi težav v kalifatu, vključno s selitvijo prestolnice v Samarro (v letih 808–819 in 836–892), izgubo zahodnih in najbolj vzhodnih provinc ter obdobji politične dominacije iranskih Buvejhidov ( 945–1055) in turških Seldžukov (1055–1135).
Seldžuki so bili klan Oguzov iz Srednje Azije, ki so se spreobrnili v sunitsko vejo islama. Leta 1040 so uničili Gaznevide in zavzeli njihovo deželo, leta 1055 pa je Togrul beg, vodja Seldžukov, zavzel Bagdad. Seldžuki so izgnali nekaj časa vladajočo šiitsko dinastijo Bujidov in prevzeli oblast in nadzor nad Bagdadom. Vladali so kot sultani v imenu abasidskih kalifov (videli so se kot del abasidskega režima). Togrul beg se je videl kot zaščitnik abasidskih kalifov.
Spodaj so navedena obleganja in vojne, v katere je bil vpleten Bagdad:
- Obleganje Bagdada (812–813), kalifska državljanska vojna
- Obleganje Bagdada (865), abasidska državljanska vojna (865–866)
- Bitka pri Bagdadu (946), vojna Bujid–Hamdanid
- Obleganje Bagdada (1157), abasidno-seldžuške vojne
- Obleganje Bagdada (1258), mongolska osvojitev Bagdada
- Obleganje Bagdada (1393), Timur Lenk
- Zavzetje Bagdada (1394), egipčansko mameluško-džalajiridsko zavzetje Bagdada s strani Barkuka in Ahmada Džalajirja
- Obleganje Bagdada (1401), Timur Lenk
- Zavzetje Bagdada (1534), osmansko-safavidske vojne
- Zavzetje Bagdada (1623), osmansko-safavidske vojne
- Zavzetje Bagdada (1638), osmansko-safavidske vojne

Leta 1058 so Bagdad zavzeli Fatimidi pod turškim generalom Abu'l-Ḥārithom Arslānom al-Basasirijem, privržencem Ismailcev skupaj z Ukajlidskimi Kurejšiji. Nedolgo pred prihodom Seldžukov v Bagdad je al-Basasiri prosil fatimidskega imama-kalifa al-Mustansirja, naj ga podpre pri osvojitvi Bagdada v imenu ismailijskega imama. Pred kratkim je prišlo na dan, da je imel slavni fatimidski da'i, al-Mu'ajad al-Širazi, neposredno vlogo pri podpori al-Basasirija in je pomagal generalu, da je uspel zavzeti Mavṣil, Vāsit in Kufo. Kmalu zatem, decembra 1058, je bil v Bagdadu uveden šiitski adhan (poziv k molitvi) in v imenu fatimidskega imama-kalifa je bila izrečena khutba (pridiga). Kljub svojim šiitskim nagnjenjem je Al-Basasiri prejel podporo tako od sunitov kot od šiitov, za katere je bilo nasprotovanje seldžuški moči pogost dejavnik.
10. februarja 1258 so Bagdad med obleganjem Bagdada zavzeli Mongoli, ki jih je vodil Hulegu, vnuk Džingiskana. Veliko četrti je bilo uničenih zaradi požara, obleganja ali plenjenja. Mongoli so pobili večino prebivalcev mesta, vključno s kalifom Al-Musta'simom, in uničili velike dele mesta. Uničeni so bili tudi kanali in nasipi, ki tvorijo mestni namakalni sistem. V tem času so v Bagdadu kristjane in šiite tolerirali, medtem ko so sunite obravnavali kot sovražnike. Z plenitvijo Bagdada je bil uničen Abasidski kalifat. Trdili so, da je to pomenilo konec islamske zlate dobe in udarec, od katerega si islamska civilizacija ni nikoli povsem opomogla.
Na tej točki je Bagdadu vladal Ilkanat, odcepljena država Mongolskega cesarstva, ki je vladala iz Irana. Avgusta 1393 je Bagdad zasedel srednjeazijski turški osvajalec Timur Lenk, tako da je tja vkorakal v samo osmih dneh iz Širaza. Sultan Ahmad Džalajir je pobegnil v Sirijo, kjer ga je mameluški sultan Barkuk zaščitil in ubil Timurjeve odposlance. Timur je zapustil sarbadarskega princa Khvaja Mas'uda, da vlada Bagdadu, vendar je bil izgnan, ko se je vrnil Ahmad Džalajir.
Leta 1401 je Timur znova oropal Bagdad. Ko so njegove sile zavzele Bagdad, ni prizanesel skoraj nikomur in ukazal, naj vsak od njegovih vojakov prinese nazaj dve odsekani človeški glavi. Bagdad je postal glavno mesto province pod nadzorom mongolskih dinastij Džalajirid (1400–1411), turških Kara Kojunlu (1411–1469), turških Ak Kojunlu (1469–1508) in iranskih Safavidov (1508–1534).

### Osmani in mameluki (16.–19. st.)
Leta 1534 je Bagdad zavzelo Osmansko cesarstvo. Pod Osmani je Bagdad nadaljeval obdobje propadanja, deloma zaradi sovražnosti med njegovimi vladarji in iranskimi Safavidi, ki niso sprejeli sunitskega nadzora nad mestom. Med letoma 1623 in 1638 se je vrnil pod iransko oblast, preden je ponovno padel v osmanske roke. Bagdad je hudo trpel zaradi obiskov kuge in kolere; bilo je dve tretjini njegovega prebivalstva izbrisanih.
Mesto je doživelo relativno oživitev v drugi polovici 18. stoletja, pod vlado mamelukov. Neposredno osmansko vladavino je ponovno uvedel Ali Rıza Paša leta 1831. Od 1851 do 1852 in od 1861 do 1867 je Bagdad pod Osmanskim cesarstvom vodil Mehmed Namık Paša. Enciklopedija Nuttall poroča, da je leta 1907 v Bagdadu živelo 185.000 prebivalcev.
- Bagdadski ejalet leta 1609
- Bagdadski viljyet leta 1900
- Suk v Bagdadu, 1876

### Moderna doba
Bagdad in južni Irak sta ostala pod osmansko oblastjo do leta 1917, ko so ju med prvo svetovno vojno zavzeli Britanci. Leta 1920 je Bagdad postal prestolnica Britanskega mandata Mezopotamije, pri čemer je bilo naročenih več arhitekturnih in načrtovalskih projektov za okrepitev te uprave. Po osamosvojitvi leta 1932 je mesto postalo glavno mesto Kraljevine Irak.
V tem obdobju je znatna judovska skupnost (verjetno več kot 100.000 ljudi) obsegala med četrtino in tretjino prebivalstva mesta. 1. aprila 1941 so člani »Zlatega kvadrata« in Rašid Ali v Bagdadu izvedli državni udar. Rašid Ali je namestil pronemško in proitalijansko vlado, ki je nadomestila probritansko vlado regenta Abd al-Ilaha. 31. maja, po anglo-iraški vojni, ki je nastala, in potem ko sta Rašid Ali in njegova vlada pobegnila, se je župan Bagdada predal britanskim silam in silam Commonwealtha. Med 1. in 2. junijem, med nastalim vakuumom oblasti, so bili judovski prebivalci napadeni po govoricah, da so pomagali Britancem. V tem, kar je postalo znano kot Farhud, je bilo ubitih več kot 180 Judov, 1000 ranjenih in na stotine judovskih posesti je bilo izropanih. V poskusu zadušitve nasilja je bilo ubitih med 300 in 400 nejudovskih izgrednikov.
Prebivalstvo mesta je naraslo s približno 145.000 leta 1900 na 580.000 leta 1950. 14. julija 1958 so pripadniki iraške vojske pod poveljstvom Abd al-Karima Kasima izvedli državni udar, da bi strmoglavili Kraljevino Irak. Med državnim udarom so bili brutalno ubiti kralj Fejsal II., nekdanji premier Nuri al-Said, nekdanji regent princ 'Abd al-Ilah, člani kraljeve družine in drugi. Številna trupla žrtev so nato vlekli po ulicah Bagdada. V 1970-ih je Bagdad doživel obdobje blaginje in rasti zaradi močnega zvišanja cen nafte, glavnega iraškega izvoza. V tem obdobju je bila zgrajena nova infrastruktura, vključno s sodobno kanalizacijo, vodo in avtocestnimi objekti. Načrte mesta (1967, 1973) je izdelal poljski načrtovalski urad Miastoprojekt-Kraków ob posredovanju Polservice. Vendar pa je bila iransko-iraška vojna v 1980-ih za mesto težak čas, saj je Sadam Husein preusmeril denar vojski in na tisoče prebivalcev je bilo ubitih. Iran je sprožil številne raketne napade na Bagdad kot povračilo za nenehna bombardiranja teheranskih stanovanjskih četrti. V letih 1991 in 2003 sta zalivska vojna in ameriška invazija na Irak povzročili znatno škodo prometni, energetski in sanitarni infrastrukturi Bagdada, saj so koalicijske sile pod vodstvom ZDA v obeh vojnah začele obsežne zračne napade na mesto. Tudi leta 2003 so manjši nemiri v mestu (ki so se zgodili 21. julija) povzročili nekaj nemira med prebivalstvom. Zgodovinska »asirska četrt« mesta Dora, ki se je leta 2003 ponašala s 150.000 Asirci, je takrat predstavljala več kot 3 % asirskega prebivalstva prestolnice. Skupnost je bila predmet ugrabitev, groženj s smrtjo, vandalizma in zažiganja hiš s strani Al Kaide in drugih uporniških skupin. Konec leta 2014 je v Dori ostalo le še 1500 Asircev.ref>Spencer, Richard (22. december 2014). »Iraq crisis: The last Christians of Dora«. Arhivirano iz spletišča dne 13. aprila 2018. Pridobljeno 5. aprila 2018.</ref> Vojna v Iraku je potekala od leta 2003 do 2011, vendar je islamistični upor trajal do leta 2013. Sledila je še ena vojna od 2013 do 2017 in upor nizke ravni od leta 2017, ki je vključeval samomorilske bombne napade januarja 2018 in januarja 2021. Neprecenljivo zbirko artefaktov v Iraškem narodnem muzeju so med invazijo pod vodstvom ZDA leta 2003 izropali iraški državljani. Uničenih je bilo na tisoče starodavnih rokopisov v Nacionalni knjižnici.
Decembra 2015 je Bagdad UNESCO izbral za prvo arabsko mesto središča literarne ustvarjalnosti.
Bagdad je pridobil na pomenu 3. januarja 2020, ko je bil iranski generalmajor Kasem Sulejmani ubit v napadu ameriškega brezpilotnega letala na bagdadsko mednarodno letališče.

### Prizadevanja za obnovo
Večina iraških prizadevanj za obnovo je bila namenjena obnovi in popravilu močno poškodovane mestne infrastrukture. Opravljena so bila tudi vidnejša prizadevanja za obnovo z zasebnim razvojem, kot je Bagdadski renesančni načrt arhitekta in urbanega oblikovalca Hišama N. Aškourija ter hotelski kompleks in konferenčni center Sindbad. Vladna agencija je leta 2008 predlagala načrt za obnovo turističnega otoka. Iskali so vlagatelje za razvoj 'romantičnega otoka' na reki Tigris, ki je bil nekoč priljubljen kraj za medene tedne za mladoporočence. Projekt bi vključeval hotel s šestimi zvezdicami, spa, igrišče za golf z 18 luknjami in podeželski klub. Poleg tega je bila dana zeleno luč za gradnjo številnih arhitekturno edinstvenih nebotičnikov ob Tigrisu, ki bi razvili mestno finančno središče v Kadhehemiah. Konec leta 2009 je bil predlagan gradbeni načrt za obnovo srca Bagdada, vendar načrt ni bil nikoli uresničen, ker je bila vanj vpletena korupcija.
Razgledno kolo Bagdad Eye, predlagano avgusta 2008 je bilo nameščeno v parku Al-Zavra marca 2011. Maja 2010 je bil napovedan nov velik stanovanjski in komercialni projekt, imenovan Bagdadska vrata.
Avgusta 2010 je bila iraško-britanska arhitektka Zaha Hadid imenovana za načrtovanje novega sedeža centralne banke v Bagdadu. Začetni pogovori o projektu so potekali v carigradu v Turčiji 14. avgusta 2010 v prisotnosti guvernerja centralne banke Sinana al-Šabibija. 2. februarja 2012 se je Zaha Hadid pridružila Sinanu al-Šabibiju na slovesnosti v Londonu ob podpisu sporazuma med Centralno banko Iraka in Zaha Hadid Architects za faze načrtovanja nove stavbe sedeža CBI. Gradnja je bila leta 2015 zaradi gospodarskih težav prestavljena, vendar se je leta 2019 znova začela.

## Geografija
Mesto leži na obsežni aluvialni ravnici, ki jo razpolavlja reka Tigris. Mesto leži na obeh bregovih reke. Predel na vzhodnem bregu se imenuje 'Risafa', predel na zahodnem bregu pa 'Karkh'. Mesto je zaradi lege na ravnici skoraj popolnoma ravno, kar je posledica poplavnega delovanja reke skozi zgodovino.

### Podnebje
Bagdad ima subtropsko puščavsko podnebje po (Köppnovi podnebni klasifikaciji BWh) in je, ob upoštevanju najvišjih temperatur, eno najbolj vročih mest na svetu. Povprečna najvišja poletna temperatura med junijem in avgustom je okoli 44 °C, spremlja pa jo obilo sončnega vremena. V tem času je povprečno okoli šest deževnih dni, ki pa prinesejo le okoli 1 do 2 mm padavin dnevno. Temperature, ki presegajo 50 °C v senci niso redke, pa tudi nočne temperature poleti redko padejo pod 24 °C. Zračna vlažnost v mestu je nizka in le redko presega 10%. Nizka vlažnost je posledica bližine puščave ter velike oddaljenosti Bagdada od Perzijskega zaliva. V mestu so pogoste poletne peščene nevihte, ki običajno pridejo iz zahodno ležeče puščave. 
Pozimi je podnebje v mestu bolj znosno. Dnevi so topli, noči pa so bolj spremenljive. Od decembra do februarja so najvišje povprečne temperature od 15,5 do 18,5 °C. Najvišje zimske temperature se lahko povzpnejo tudi nad 21 °C. Jutranje zimske temperature so običajno nizke. Januarske povprečne najnižje temperature so okoli 3,8 °C. Temperatura pade pod ledišče le nekajkrat na leto. 
Padavine se v mestu pojavljajo skoraj izključno v obdobju od novembra do marca. Običajno v tem času zapade med 338  in 37 mm padavin, povprečno pa okoli 150 mm. 11. januarja 2008 je Bagdad prvič v znani zgodovini doživel snežne padavine.

## Administrativna delitev mesta
Administrativno je guvernat Bagdad razdeljen na okrožja, ki so nadalje razdeljena na podokrožja. Občinsko je guvernat razdeljen na 9 občin, ki so odgovorne za lokalna vprašanja. Regionalne službe pa usklajuje in izvaja župan, ki nadzira občine. Guvernatski svet je odgovoren za politiko celotnega guvernata. Ti uradni deli mesta so služili kot upravna središča za zagotavljanje komunalnih storitev, vendar do leta 2003 niso imeli politične funkcije.
Bagdad je razdeljen na 9 okrožij, ki jih sestavlja 89 uradnih sosesk.
Devet okrožnih svetov je:
- Adhamiyah
- Karkh (zelena cona)
- Karrada
- Kadhimiya
- Mansour
- Mesto Sadr (Thawra)
- Al Rašid
- Rusafa
- Novi Bagdad (Tisaa Nissan) (9. april)

Okrožja, ki sestavljajo Bagdad so:
Teh devet okrožij se nadalje deli na 89 manjših sosesk, ki lahko sestavljajo sektorje katerega koli od zgornjih okrožij. Sledi izbor (namesto celotnega seznama) teh sosesk:
- Al-Ghazaliya
- Al-A'amiriya
- Dora
- Karrada
- Al-Jadriya
- Al-Hebnaa
- Zayouna
- Al-Saydiya
- Al-Sa'adoon
- Al-Shu'ala
- Al-Mahmudiyah
- Bab Al-Moatham
  - Baiyaa|Al-Baya'
- Al-Za'franiya
- Hayy Ur
- Sha'ab
- Jamia
- Al-Adel
- Al Khadhraa
- Hayy Al-Jihad
- Hayy Al-A'amel
- Hayy Aoor
- Al-Hurriya
- Hayy Al-Shurtta
- Yarmouk
- Jesr Diyala
- Abu Disher
- Raghiba Khatoun
- Arab Jibor
- Al-Fathel
- Al-Ubedy
- Al-Washash
- Al-Wazireya

## Religija
Bagdad je dom različnih etničnih in verskih skupin z arabsko večino, pa tudi Kurdov, Turkmenov, Asircev, Jazidov, Šabakov, Armencev in Mandejcev. Večina državljanov je muslimanov, prisotne pa so tudi manjšine kristjanov, jezidov in mandejcev. Po mestu je veliko verskih središč, vključno z mošejami, cerkvami in kultnimi kočami Maškhanas.
Mošeja Al-Kazimija je svetišče v predmestju Kadhimajn v Bagdadu. Vsebuje grobnice sedmega in devetega dvanajstega šiitskega imama, Muse al-Kadhima oziroma Mohameda at-Takija, ki jima je bil podeljen naslov Kādhimajn ("Dva, ki pogoltneta svojo jezo"). Mnogi šiiti potujejo v mošejo iz oddaljenih krajev, da bi se spomnili teh imamov.
- Mošeja Al-Kazimija
- Armenska cerkev sv. Gregorja v Bagdadu
- Mošeja Al-Sarrai
- Mošeja Khilani

V okrožju Kadhimija v Bagdadu je bila hiša Baháʼu'lláha (prerok ustanovitelj vere Baha'i), znana tudi kot 'Največja hiša' (Bayt-i-Aʻzam) in 'Božja hiša', kjer je Baháʼu'lláh večinoma bival od leta 1853 do 1863. Bahaji ga imajo za sveti kraj in romarski kraj v skladu z njihovo »Najsvetejšo knjigo«. 23. junija 2013 je bila hiša v nerazjasnjenih okoliščinah uničena.

## Turizem
Bagdad je bil nekoč ena glavnih destinacij v državi in regiji s številnimi kulturnimi znamenitostmi. Turizem se je zmanjšal od iraško-iranske vojne in pozneje med ameriško invazijo, vendar je v zadnjih letih Bagdad postal glavna turistična destinacija, čeprav se še vedno sooča z izzivi.
V Bagdadu so številni zgodovinski, znanstveni in umetniški muzeji, ki vključujejo Iraški narodni muzej, Bagdadijev muzej, Naravoslovni muzej in številni drugi.
Bagdad je znan po znameniti ulici Mutanabi, ki je dobro uveljavljena za prodajo knjig in jo pogosto imenujejo srce in duša bagdadske literarne in intelektualne skupnosti. Letni mednarodni knjižni sejem v Bagdadu je mednarodnemu založniškemu svetu dobro znan kot obetaven založniški dogodek v regiji po letih nestabilnosti.
- Abasidska palača
- Bagdadijev muzej
- Iraški narodni muzej
- Park Al-Zawra'a
- Palača As-Salam
- Palača Al-Faw

## Zanimivosti
- Iraški narodni muzej, katerega zbirka artefaktov je bila izropana med ameriško invazijo leta 2003, in ikonični loki Roke zmage. Več iraških strani razpravlja o tem, ali naj loki ostanejo kot zgodovinski spomeniki ali naj se razstavijo. Pod Sadamovim poveljstvom so uničili na tisoče starodavnih rokopisov v Nacionalni knjižnici.
- Ulica Mutanabi je v bližini stare četrti Bagdada; na ulici Al-Rašid. To je zgodovinsko središče Bagdadijeve prodajalne knjige, ulica, polna knjigarn in knjižnih stojnic na prostem. Ime je dobila po klasičnem iraškem pesniku Al-Mutanabiju iz 10. stoletja.[59] Ta ulica je dobro uveljavljena za prodajo knjig in jo pogosto imenujejo srce in duša bagdadske pismenosti in intelektualne skupnosti.
- Bagdadski živalski vrt je bil nekoč največji živalski park na Bližnjem vzhodu. V osmih dneh po invaziji leta 2003 pa je preživelo le 35 od 650 živali v objektu. To je bila posledica kraje nekaterih živali za prehrano ljudi in stradanja živali v kletkah, ki niso imele hrane. Naravovarstvenik Lawrence Anthony in nekateri oskrbniki živalskega vrta so skrbeli za živali in hranili mesojedce z osli, ki so jih kupili lokalno.[60] Sčasoma je Paul Bremer, direktor začasne koalicijske oblasti v Iraku po invaziji, odredil zaščito živalskega vrta in angažiral ameriške inženirje, da pomagajo ponovno odpreti objekt.
- Veliki trg praznovanj je glavni trg, kjer potekajo javna praznovanja in je tudi dom treh pomembnih spomenikov v spomin na padle iraške vojake in zmage v vojni; in sicer spomenik Al-Šaheed, slavolok zmage in spomenik neznanemu vojaku.[61]
- Spomenik Al-Šaheed, znan tudi kot Spomenik mučenikov, je spomenik, posvečen iraškim vojakom, ki so padli v iransko-iraški vojni. Vendar pa Iračani zdaj na splošno menijo, da je za vse mučenike Iraka, zlasti za tiste, ki so v zavezništvu Irana in Sirije v boju proti ISIS-u, ne le za iransko-iraško vojno. Spomenik so odprli leta 1983, zasnovala pa sta ga iraški arhitekt Saman Kamal ter iraški kipar in umetnik Ismail Fatah Al Turk. V 1970-ih in 1980-ih je vlada Sadama Huseina porabila veliko denarja za nove spomenike, med katerimi je bil tudi spomenik Al-Šaheed.

- Kušla ali Kišla je javni trg in zgodovinski kompleks v soseski al-Rusafa na bregu reke Tigris. V Kušli in njeni okolici so skoncentrirane zgodovinske značilnosti in kulturne prestolnice Bagdada, od ulice Mutanabi, palače in mostov iz obdobja Abasidov, mošej iz osmanskega obdobja do medrese Mustansirija. Trg se je razvil v osmanski dobi kot vojaška vojašnica. Danes je to kraj, kjer državljani Bagdada najdejo razvedrilo, kot je branje poezije v paviljonih.[62] Zanj je značilen znameniti stolp z uro, ki ga je podaril Jurij V. Celotno območje je uvrščeno na Unescov poskusni seznam svetovne dediščine.[63]
- A'dhamiyyah je pretežno sunitsko območje z mošejo, ki je povezana s sunitskim imamom Abu Hanifo. Ime Al-Aʿẓamiyyah izhaja iz naslova Abu Hanife, al-Imām al-Aʿẓam (Veliki Imam).[64][65]
- Trg Firdos je javni odprti prostor v Bagdadu in lokacija dveh najbolj znanih hotelov, Palestine Hotel in Sheraton Ištar, ki sta tudi najvišji stavbi v Bagdadu.[66] Na trgu je bil postavljen kip Sadama Huseina, ki so ga med invazijo na Irak leta 2003 podrle koalicijske sile pod vodstvom ZDA v dogodku, ki ga je obsežno prenašala televizija.
- Ulica Al-Rašid je ena najpomembnejših znamenitosti v Bagdadu. Ulica, ki je na območju al-Rusafa, je bila umetniško, intelektualno in kulturno središče za številne Bagdadčane. Vključevala je tudi številna ugledna gledališča in nočne klube, kot je Crescent Theatre, kjer je egiptovska pevka Umm Kulthum pela med svojim obiskom leta 1932, ter Chakmakji Company, ki je posnela glasbo različnih arabskih pevcev.  Ulica vsebuje tudi znane in dobro znane znamenitosti, vključno s starodavno mošejo Hajdar-Kana ter številnimi znanimi kavarnami, kot sta kavarna al-Zahavi in brazilska kavarna. Ulica je znana tudi po svoji arhitekturi in estetiki, ki je bila navdihnjena z renesančno arhitekturo in vključuje tudi znameniti iraški šanašel.[67]
- Suk al-Safafeer e starodavni suk ali bazar v Bagdadu, ki se odcepi od ulice al-Rašid in se povezuje z medreso Mustansirija. Tržnica je znana po številnih zvokih udarcev kladiva, ki so odmevali po vsej tržnici.

## Mednarodni odnosi

### Pobratena mesta
- Aman, Jordanija
- Bejrut, Libanon[68]
- Dubaj, Združeni Arabski Emirati